# Ignite
Ignite votka je žestoko alkoholno piće koje se proizvodi u Australiji. Proizvodi se u destileriji Ignite Corp Pty Ltd u gradu Auburn. Dobiva se višestrukom destilacijom žitarica i posebnim načinom filtriranja. 
Ova vodka se proizvodi s 37% alkohola a najviše se upotrebljava za pravljenje koktela koji se proizvode u istoj tvornici. Kokteli se rade u više okusa:
- Guarana
- Blueberry
- Raspbery
- Lime
- Lemon